# Imagine (програма)
Imagine (вимовляється «імеджин») — програма для перегляду зображень та анімації для Windows.

## Підтримвані формати
ANI, ANM (Deluxe Paint Animation), BMP, CorelDRAW (CDR, CDT, PAT, CMX), CUR, DCX, DDS, EMF, GIF, ICL, ICO, JPG (JPE, JPEG), MacPaint, MNG, PBM, PCD, PCX, PGM, PIC, CEL, PNG, PPM, PSD, PSP (Paint Shop Pro image), RAS, RLA, RLE, SGI (RGB, BW), SPR (Pro Motion Animation), TGA, TIFF, WBMP, WPG (WordPerfect Graphic), WMF, XBM, XCF, XPM.

## Можливості
- Показ інформації про зображення/анімації.
- Відображення інформації EXIF.
- Відображення прозорості.
- Видобування кадрів з анімації.
- Експорт анімації (GIF/AVI/Flic/Pro Motion Animation).
- Різні графічні ефекти (Flip, відтінки сірого, негативи, вибір глибини кольору, swap colors, обертання, масштабування, фільтр ефектів, редагування палітри, та ін.).
- Багато налаштувань.
- Підтримка плагінів.
- Багатомовний інтерфейс.
- Підтримка Юнікоду.
- Інтеграція в провідник (інтеграція з Windows Explorer, показ ескізів).
- Інтеграція в Total Commander (Lister plug-in).
- Пакетна обробка файлів.
- Перетворення файлових форматів.
- Перегляд архівів ZIP, RAR, 7z та інших.